# Siegfried Engelmann

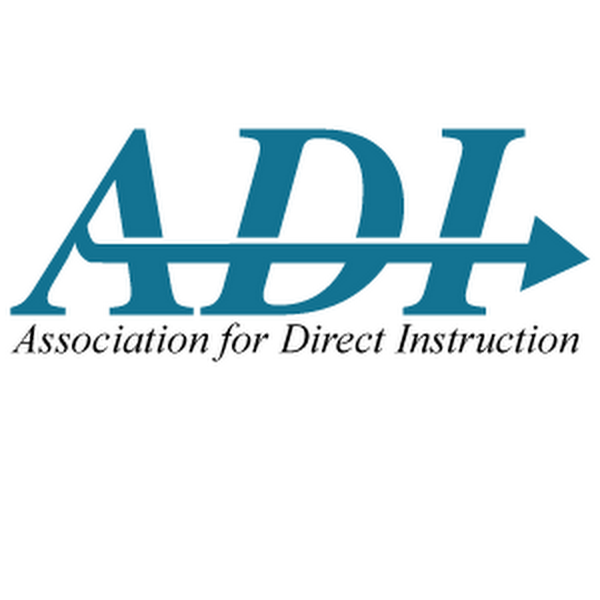
Logo ADI Eugene, Oregon

Siegfried (Zig) Engelmann (* 26. November 1931 in Chicago, Illinois; † 15. Februar 2019) war ein US-amerikanischer Pädagoge und Begründer der Direkten Instruktion.

## Leben
Engelmann studierte an der Universität von Illinois in Champaign und schloss 1954 mit dem Honours BA in Philosophie ab. Von 1955 bis 1960 arbeitete er als selbständiger Investmentberater. Ab 1960 war er vier Jahre als Creative Director, Vizepräsident und in sonstige Positionen in Werbeagenturen tätig. Bei der Erkundung psychologischer Literatur für seine Kunden entdeckte er, dass die Art und Weise wie Kinder lernen nur mangelhaft erforscht war. Er gründete kinderzentrierte Gruppen für Markttests mit seinen Zwillingen, Nachbarskindern und Kindern von Arbeitskollegen im Vorschulalter. Damit verlagerte sich sein Interesse von der Werbung zur Bildung. Nachdem er seinen Zwillingen ein halbes Jahr Mathematik beigebracht hatte, dokumentierte ihre Fähigkeiten in einem Film. Er hoffte, der Film würde ihm helfen, eine Anstellung im Bildungswesen zu erhalten.
Von 1964 bis 1966 forschte er am Institute for Research on Exceptional Children an der University of Illinois in Champaign und war Projektleiter für das Bereiter-Engelmann Vorschulprogramm für benachteiligte Kinder zwischen vier und sechs Jahren sowie einer Untersuchung wie Intelligenz erworben wird und gelehrt werden kann.
Nach einem Sommersemester am Ontario Institute for Studies in Education in Toronto kehrte er an die University of Illinois zurück, wo er von 1966 bis 1970 als Senior Erziehungswissenschaftler am Institute on Exceptional Children and Bureau of Educational Research an verschiedenen Projekten beteiligt war. Er untersuchte wie spezielle Unterrichtsmethoden die Lernfähigkeit von Kindern und jungen Erwachsenen verbessern würden. Diese Programme umfassten Highschool Studenten aus ärmlichen Verhältnissen, Vorschüler mit Down-Syndrom und benachteiligte Jugendliche aus dem Bereiter-Engelmann Program. Während dieser Zeit entwickelte er Logik und Methoden für die Direkte Instruktion (Direct Instruction System for Teaching Arithmetic and Reading, DISTAR).
1970 wurde Engelmann Assistenzprofessor für Sonderschulpädagogik an der University of Oregon und 1974 wurde er zum ordentlichen Professor ernannt. Von 1969 bis 1972 war Engelmann am Projekt Head Start des U.S. Office of Education beteiligt und anschließend bis 1993 am Folgeprojekt Project Follow Through des U.S. Office of Education und Office of Economic Opportunity, der bisher weltweit größten Studie im Bildungswesen. Engelmann ging 2004 in den Ruhestand.
Die Engelmann Stiftung setzt sich dafür ein, das Erbe des verstorbenen Siegfried "Zig" Engelmann fortzusetzen, indem sie Pädagogen auf der ganzen Welt unterstützt, fördert und weiter bildet, die den direkten Unterricht mit ihren Schülern umsetzen.
Im Rahmen seiner Schulreformkampagne No Child Left Behind Act besuchte George W. Bush am Morgen des 11. September 2001 die Emma E. Booker Elementary School in Sarasota, Florida. Dort nahm er an einer Lektion der Direkten Instruktion teil, bei der die Leseübung (Reading makes a country great) The Pet Goat aus Engelmanns Buch Reading Mastery 2 vorgeführt wurde. Die Videoszene, während dem Bush über die Terroranschläge informiert wurde, wurde international bekannt und in Michael Moores Film Fahrenheit 9/11  thematisiert.

## Werk
Engelmanns wichtigste Arbeit war die Entwicklung der Unterrichtsmethode Direkte Instruktion (DISTAR), einer Spezialform des Klassenunterrichts, und ihr erfolgreicher Einsatz und Praxistest im Projekt Follow Through von 1969 bis 1993. Das Ziel dieses Projektes der US-Regierung war es, wirkungsvolle Unterrichtsmodelle für benachteiligte Vorschüler im Praxistest zu evaluieren, um diese dann im „Krieg gegen die Armut“ einsetzen zu können. Die Kinder der drei Engelmann-Becker Schulen wurden mit anderen Unterrichtsmethoden verglichen. Das Engelmann-Becker Modell wurde in zwanzig Schuldistrikten für Kinder der ersten bis dritten Primarklasse eingesetzt. Lehrertraining und Forschung waren darauf ausgerichtet, die spezifischen Variablen zu finden, die den Unterschied im Lernfortschritt der Schüler ausmachten.
Sein Werk umfasste die Mitarbeit in zahlreichen subventionierten Forschungsprogrammen, 18 Bücher, zahlreiche Artikel und Unterrichtsprogramme, Tests, Spiele und Videos für Lesen, Rechtschreibung, Mathematik, Sprache und Schreiben.

„Wir werden dich nicht fallen lassen. Wir werden dich nicht benachteiligen oder aufgeben, unabhängig davon, wie unvorbereitet du nach traditionellen Standards bist. Wir werden dir nicht ein Etikett wie Legastheniker oder Hirngeschädigter verpassen und uns von der Verantwortung drücken, dich zu unterrichten. Wir werden dich nicht bestrafen, indem wir von dir verlangen, Dinge zu tun, die du nicht kannst. Wir werden nicht über deine Schwierigkeiten zu lernen sprechen. Vielmehr werden wir dich dort abholen, wo du bist und es dir beibringen. Und das Ausmaß, in dem du versagst, ist unser Versagen, nicht deines. Wir werden keinen Rückzieher machen und sagen: ‚Er kann nicht lernen‘. Vielmehr werden wir sagen: ‚Ich habe versäumt, es ihm beizubringen. Also schaue ich besser hin, was ich getan habe, und versuche, einen besseren Weg zu finden.‘“

## Schriften (Auswahl)
- Siegfried und Therese Engelmann: Kinder-Schule von null bis fünf Jahren. Eine Anleitung für Eltern. Hyperion-Verlag, Freiburg i. Br. 1969/1984, ISBN 3778603140
- Siegfried Engelmann: War Against the Schools' Academic Child Abuse. Halcyon House, Portland 1992
- Gary L. Adams, Siegfried Engelmann: Research on Direct Instruction: 25 Years Beyond DISTAR. Verlag Educational Achievement System, Seattle WA 1996[13]
- Siegfried Engelmann: Teaching needy kids in our backward system: 42 years of trying. Association for Direct Instruction ADI Press, Eugene (Oregon) 2007.
- Siegfried Engelmann: Teach Your Child to Read in 100 Easy Lessons. Verlag Simon & Schuster, New York 1986. ISBN 	978-0-671-63198-7
- Siegfried Engelmann, Elaine C. Bruner: Reading Mastery - Level 2 Storybook 1. Reihe Reading Mastery Rainbow Edition, Verlag Sra 1997,  ISBN 978-0026863551

## Auszeichnungen
- 1984 Ehrendoktor der Western Michigan University
- 1994 Fred Keller Award of Excellence der American Psychological Association
- 2006 SRA Academic Recognition Award von SRA/McGraw-Hill für sein pädagogisches Lebenswerk